# ويليام ب ديفيس
ويليام ب ديفيس (بالإنجليزية: William B. Davis)‏ (و. 1938 – م) هو ممثل، وكاتب سيناريو، وممثل أفلام، من كندا، ولد في تورونتو.

## التعليم
تعلم في جامعة تورنتو.

## وصلات خارجية
- ويليام ب ديفيس على موقع IMDb (الإنجليزية)
- ويليام ب ديفيس على موقع ألو سيني (الفرنسية)
- ويليام ب ديفيس على موقع أول موفي (الإنجليزية)
- ويليام ب ديفيس على موقع قاعدة بيانات الأفلام السويدية (السويدية)
- ويليام ب ديفيس على موقع إن إن دي بي (الإنجليزية)
- ويليام ب ديفيس على موقع قاعدة بيانات الفيلم (الإنجليزية)
- ويليام ب ديفيس على موقع كينوبويسك (الروسية)